# Puštale
Puštale so stara vas v kateri živi približno 40 prebivalcev in ima 26 hiš.Nastale pa so že pred 1.sv vojno.Nahajajo se v severni primorski vmes Grgarja in Čepovana.Od približno leta 1995,1998  spadajo pod krajevno skupnost Čepovan,sicer pa so prej bile samostojne (imele so svojo krajevno skupnost).